# Кей Джей Апа
Кенеті Джеймс Фіцджеральд (Кей Джей) Апа (англ. Keneti James Fitzgerald «KJ» Apa; нар. 17 червня 1997, Окленд, Нова Зеландія) — новозеландський актор. Найбільш відомий по ролі Кейна Дженкінса в мильній опері "Шортланд стріт" і ролі Арчі Ендрюса в телесеріалі «Рівердейл». У 2017 році знявся у фільмі «Життя і мета собаки» в ролі молодого Ітана Монтгомері.

## Біографія

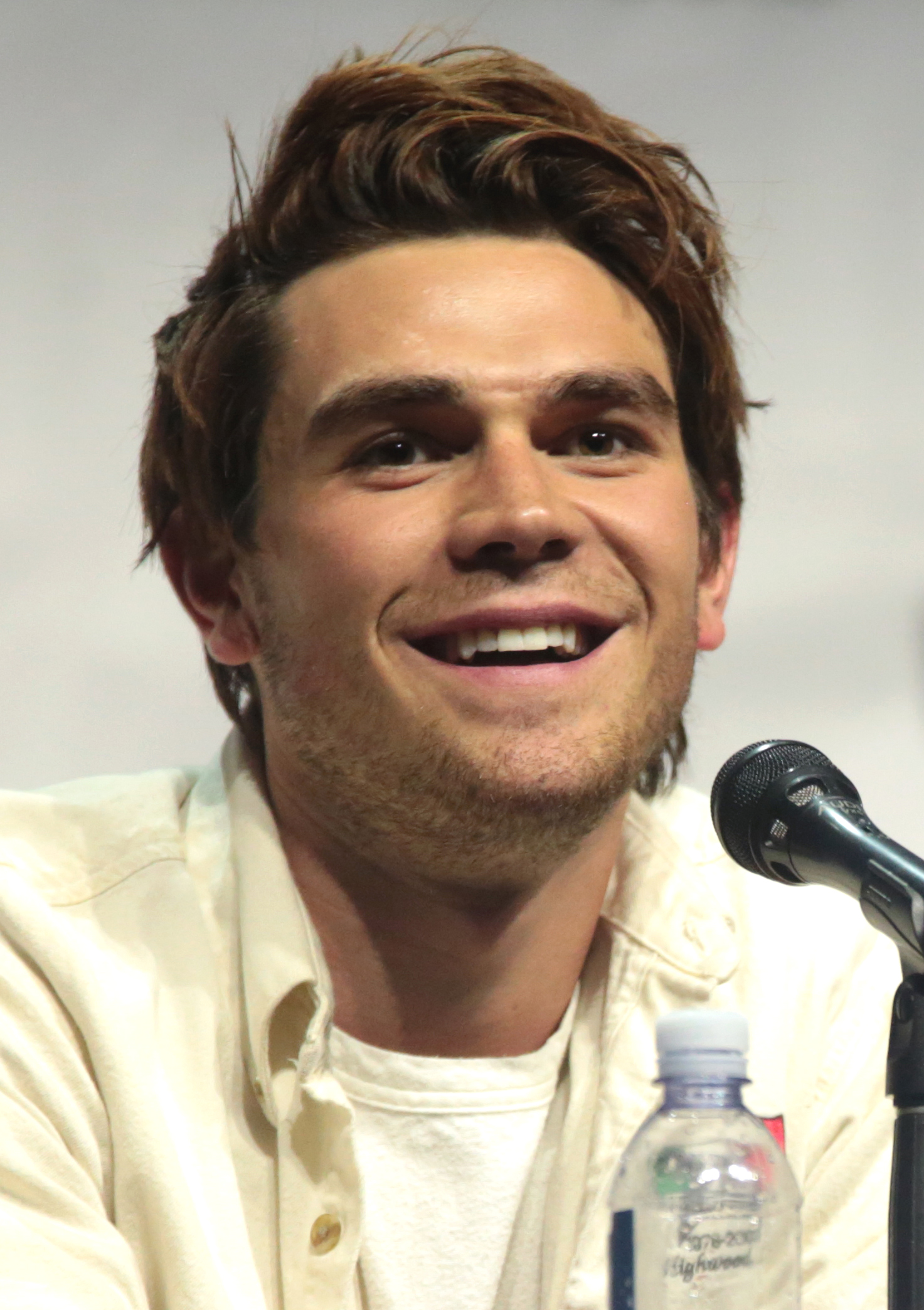
Кей Джей Апа під час WonderCon, 2017 рік

Кей Джей народився в Окленді, Нова Зеландія, в сім'ї Кенети і Теси Апа (уроджена Келлендер). Його батько самоанец, він матай (вождь) свого села в Самоа. У нього є дві старші сестри — Ариета і Тимена. Свої два імені «Кенеті» і «Фіцджеральд» отримав на честь Джона Фіцджеральда Кеннеді («Кенеті» — Самоанська версія прізвища «Кеннеді»).
Перш ніж зайнятися акторською кар'єрою, він навчався в Королівському коледжі в Окленді.
Грає на гітарі та піаніно.

## Особисте життя
Кей Джей Апа виріс у християнській родині і повідомив, що він Християнин.
Він потрапив у невелику автомобільну аварію у Ванкувері у вересні 2017 року, але не постраждав, коли пасажирська сторона його автомобіля врізалася в стовп освітлення. Повідомляється, що нічна аварія сталася через те, що він заснув за кермом після довгого дня зйомок. 
У травні 2021 року Апа оголосив, що вони з французькою моделлю Кларою Беррі чекають первістка, який народився у вересні 2021 року.

## Фільмографія
| Рік       |   | Українська назва        | Оригінальна назва         | Роль                    |
| --------- | - | ----------------------- | ------------------------- | ----------------------- |
| 2013—2015 | с | Шортланд стріт          | Shortland Street          | Кейн Дженкінс           |
| 2016      | с | Тупик                   | The Cul De Sac            | Джек                    |
| 2017—2023 | с | Рівердейл               | Riverdale                 | Арчі Ендрюс             |
| 2017      | ф | Життя і мета собаки     | A Dog's Purpose           | Молодий Ітан Монтгомері |
| 2018      | ф |                         | The Hate U Give           | Кріс                    |
| 2019      | ф |                         | The Last Summer           | Гріффін Гуріган         |
| 2020      | ф |                         | Dead Reckoning            | Ніко                    |
| 2020      | ф | Вірю в кохання          | I Still Believe           | Джеремі Кемп            |
| 2020      | ф | Співоча пташка          | Songbird                  | Ніко Прайс              |
| 2025      | ф | Карта, яка веде до тебе | The Map That Leads to You | Джек                    |

## Нагороди та номінації
| Нагороди та номінації | Нагороди та номінації | Нагороди та номінації                          | Нагороди та номінації | Нагороди та номінації | Нагороди та номінації |
| Нагорода              | Рік                   | Категорія                                      | Номінант              | Результат             | Прим.                 |
| --------------------- | --------------------- | ---------------------------------------------- | --------------------- | --------------------- | --------------------- |
| Сатурн                | 2017                  | Кращий молодий актор або актриса в телесеріалі | Рівердейл             | Номінація             | [ 6 ]                 |
| Сатурн                | 2017                  | Акторський прорив                              | Рівердейл             | Перемога              | [ 7 ]                 |
| Teen Choice Awards    | 2017                  | Choice Breakout Star TV                        | Рівердейл             | Номінація             | [ 8 ]                 |